# Bengt Haslum
Bengt Sigurd Haslum, född 23 oktober 1923 på Svanö i Gudmundrå församling i Västernorrlands län, död 29 april 2006 i Oscars församling i Stockholm, var en svensk sångtextförfattare, författare och översättare.

## Biografi
Haslum var son till Jörgen Haslum (1890–1974), vd i Svenska tidningspappersbrukens förening, och Aina Malmström (1895–1988). Familjen flyttade till Stockholm 1933, och han avlade studentexamen vid Nya Elementarskolan 1942. Haslum studerade därefter vid Stockholms högskola, där han blev fil. kand. 1948; under studietiden var han mycket aktiv vid Stockholms studentteater.
Han var sedan anställd vid olika bokförlag och tidningar, innan han 1961 anställdes som producent vid Sveriges Radio, och snart blev känd som specialist på operetter och 78-varvare. Han verkade även som programledare i Sveriges Radio, och var bland annat programledare för Melodikrysset 1976–1992.
Haslum var gift med Margit Sporrong (1926–2023). Han är begravd på Norra begravningsplatsen i Stockholm. Boken Tänk om gamla Djurgår'n kunde tala kom ut 2010, fyra år efter hans bortgång.

### Redaktör
- Svensk populärmusik : visor, barnvisor, schlager, underhållningsmusik, jazz. Stockholm: STIMs informationscentral för svensk musik. 1968. Libris 698705
- Svensk populärmusik : visor, barnvisor, schlager, underhållningsmusik, jazz. Supplement 1967-69. Stockholm: STIMs informationscentral för svensk musik. 1970. Libris 698706
- SKAP 50 år : 1926-1976. Stockholm: Föreningen Svenska populärauktorer (SKAP. 1976. Libris 309644

## Filmografi
- 1943 – Elvira Madigan
- 1971 – Äppelkriget